# Samtgemeinde Gieboldehausen
Gieboldehausen er et amt (samtgemeinde) med knap 14.000 indbyggere (2012), beliggende i den nordøstlige del af Landkreis Göttingen, i den sydlige del af den tyske delstat Niedersachsen. Amtets administration ligger i byen Gieboldehausen.
Samtgemeinde Gieboldehausen består af følgende kommuner (Indbyggertal pr 31. december 2011):
1. Bilshausen (2348)
2. Bodensee (835)
3. Gieboldehausen (4.140)
4. Krebeck (1.088)
5. Obernfeld (961)
6. Rhumspringe (1.884)
7. Rollshausen (864)
8. Rüdershausen (871)
9. Wollbrandshausen (652)
10. Wollershausen (463)